# Izgubljena cesta
Izgubljena cesta (angleško Lost Highway) je ameriško-francoski nadrealistični neonoir psihološki triler iz leta 1997, ki ga režiral David Lynch in zanj napisal scenarij skupaj z Barryjem Giffordom. V glavnih vlogah nastopajo Bill Pullman, Patricia Arquette, Balthazar Getty in Robert Blake, za katerega je to zadnja vloga. Zgodba prikazuje glasbenika (Pullman), ki začne prejemati skrivnostne videokasete VHS, na katerih sta z ženo (Arquette) v svojem domu. Nenadoma ga obsodijo za njen umor, nato nepojasnjeno izgine in ga zamenja mladi mehanik (Getty) s svojim življenjem. 
Film je financirala francoska produkcijska hiša Ciby 2000, snemanje je potekalo večinoma v Los Angelesa, kjer je Lynch sodeloval s pogostima sodelavcema pri svojih filmih, producentko Mary Sweeney in direktorjem fotografije Petrom Demingom. Nadrealistično podajanje zgodbe filma so nekateri primerjali z Möbiusovim trakom , slovenski filozof Slavoj Žižek krožnost zgodbe pojasnjuje s procesom psihoanalize, Lynch pa jo je opisal kot »psihogene gobice« namesto običajne logične zgodbe. Filmsko glasbo je produciral Trent Reznor, napisala sta jo Angelo Badalamenti in Barry Adamson ob sodelovanju z več glasbeniki, tudi  Davidom Bowiejem ter skupinami Marilyn Manson, Rammstein, Nine Inch Nails in The Smashing Pumpkins.
Film je bil premierno prikazan v Franciji 15. januarja 1997 ter v ZDA šest dni kasneje. V Severni Ameriki je prinesel 3,7 milijona USD prihodka v tritedenskem predvajanju in je naletel na mešane odzive kritikov, ki so sprva film označili za nekoherenten. Toda kasneje je pridobil kultni status ter boljše ocene kritikov in tudi zanimanje filmskih učenjakov. To je prvi od treh Lynchevih filmom, ki se dogajajo v Los Angelesu, kasneje sta mu sledila še Mulholland Drive leta 2001 in Notranje zadeve leta 2006. Leta 2003 je avstrijska skladateljica Olga Neuwirth po filmu priredila opero, z libretom Elfriede Jelinek.

## Vloge
- Bill Pullman kot Fred Madison
- Patricia Arquette kot Renee Madison/Alice Wakefield
- Balthazar Getty kot Pete Dayton
- Robert Blake kot skrivnostni moški
- Robert Loggia kot g. Eddy/Dick Laurent
- Natasha Gregson Wagner kot Sheila
- Richard Pryor kot Arnie
- Lisa Boyle kot Marian
- Mink Stole kot Forewoman
- Michael Massee kot Andy
- Jack Nance kot Phil
- Jack Kehler kot paznik Johnny Mack
- Henry Rollins kot paznik Henry
- Gene Ross kot upravnik Clements
- Giovanni Ribisi kot Steve 'V'
- Scott Coffey kot Teddy
- Gary Busey kot Bill Dayton
- John Roselius kot Al
- Lou Eppolito kot Ed
- Jennifer Syme kot narkomanka
- Marilyn Manson kot porno igralec
- Twiggy Ramirez kot porno igralec